# Serhij Żarkow
Serhij Mykołajowycz Żarkow, ukr. Сергій Миколайович Жарков, ros. Сергей Николаевич Жарков, Siergiej Nikołajewicz Żarkow (ur. 7 maja 1958 w Odessie, Ukraińska SRR, zm. 26 lipca 2012 w Odessie) – ukraiński piłkarz, grający na pozycji obrońcy lub pomocnika.

## Kariera piłkarska

### Kariera klubowa
Wychowanek Szkoły Sportowej Czornomoreć Odessa, w którym w 1977 rozpoczął karierę piłkarską. Pierwszy trener Ołeksandr Ruha. W latach 1978–1980 służył w wojskowym zespole SKA Odessa, gdzie razem z nim występowali tak znani graczy, jak Ihor Biełanow, Valdas Kasparavičius i Petro Czilibi. Po zwolnieniu z wojska powrócił do Czornomorca, w którym grał przez następne 9 lat. Po zakończeniu sezonu 1988 postanowił zakończyć karierę piłkarską.
W 1992 po kilka latach pływania na statku został zaproszony do SK Odessa na stanowisko grającego trenera. Później, z powodu nieporozumień z kierownictwem klubu opuścił stanowisko głównego trenera klubu. Od 1994 do 2000 grał w zespołach amatorskich Błaho Błahojewe, Rybak Odessa i Łotto-GMC Odessa. Z ostatnim zespołem awansował do drugiej ligi, który w sezonie 1997/98 występował pod nazwą SKA-Łotto Odessa. Następnie grał w zespołach Odessy Rybak-Dorożnyk Odessa, Syhnał Odessa oraz w drużynie KAPO Perwomajśke. Reprezentował również piłkarski zespół seniorów Odessy.

### Kariera reprezentacyjna
W 1977 roku został powołany do drużyny młodzieżowej ZSRR na Mistrzostwa Świata U-20 w Tunezji, gdzie zdobył złoty medal. Z powodu konfliktu z trenerem Siergiejem Mosiaginym na boisko nie wychodził, ale jako członek zespołu również otrzymał złoty medal.

## Kariera trenerska
Od stycznia do czerwca 1993 łączył funkcje piłkarza i trenera w SK Odessa.
26 lipca 2012 roku tragicznie zginął w wieku 55 lat.

## Sukcesy i odznaczenia

### Sukcesy klubowe
- mistrz Pierwszej ligi ZSRR: 1987
- wicemistrz Drugiej ligi Ukrainy: 1998

### Sukcesy reprezentacyjne
- mistrz Świata U-20: 1977

### Sukcesy indywidualne
- 2-krotnie wybrany do listy 33 najlepszych piłkarzy Ukraińskiej SRR: Nr 2 (1983, 1984)

### Odznaczenia
- tytuł Mistrza Sportu ZSRR: 1977